# Loxandrus rapidus
Loxandrus rapidus är en skalbaggsart som beskrevs av Chaudior. Loxandrus rapidus ingår i släktet Loxandrus och familjen jordlöpare. Inga underarter finns listade i Catalogue of Life.